# 1930-as magyar asztalitenisz-bajnokság
Az 1930-as magyar asztalitenisz-bajnokság a tizennegyedik magyar bajnokság volt. A bajnokságot március 13. és 16. között rendezték meg Budapesten, a Lovas vívóteremben és a Westend kávéházban.

## Eredmények
| Versenyszám  | Arany                                            | Arany | Ezüst                                                  | Ezüst | Bronz                                             | Bronz |
| ------------ | ------------------------------------------------ | ----- | ------------------------------------------------------ | ----- | ------------------------------------------------- | ----- |
| Férfi egyéni | Barna Viktor MTK                                 |       | Bellák László Nemzeti SC                               |       | Kelen István BSE                                  |       |
| Női egyéni   | Klucsikné Mednyánszky Mária MTK                  |       | Sipos Anna BSE                                         |       | Dárday Muriel BBTE                                |       |
| Férfi páros  | Barna Viktor, Szabados Miklós MTK                |       | Kelen István, Dávid Lajos BSE                          |       | Bellák László, Szegedi György Nemzeti SC, BSE     |       |
| Női páros    | Klucsikné Mednyánszky Mária, Sipos Anna MTK, BSE |       | Hertzné Komáromi Márta, Dárday Muriel Nemzeti SC, BBTE |       | gróf Zay, Schäffer Margit egyesületen kívüli, MTK |       |
| Vegyes páros | Barna Viktor, Sipos Anna MTK, BSE                |       | Szabados Miklós, Klucsikné Mednyánszky Mária MTK       |       | Bellák László, Dárday Muriel Nemzeti SC, BBTE     |       |